# كاي باكستر
كاي باكستر (بالإنجليزية: Kay Baxter)‏ هي لاعبة كمال أجسام أمريكية، ولدت في 3 أكتوبر 1945 في مقاطعة منرو في الولايات المتحدة، وتوفيت في 16 مايو 1988 في لوس أنجلوس في الولايات المتحدة بسبب حادث مرور.